# Мечеть аль-Кіблатайн (Сомалі)
Мечеть аль-Кіблатайн (араб. مَـسْـجِـد الْـقِـبْـلَـتَـيْـن) — мечеть у місті Сайла, Сомалі, побудована у VII столітті, вважається однією з найстаріших в Африці.

## Історія
Побудована в VII столітті, незабаром після вигнання мусульман з Мекки, коли група мусульман переселилася в 614 в Абіссінію, частиною якої в ті часи було місто Сайла. Є однією з найстаріших мечетей в Африці.
Під час громадянської війни в Сомалі Сайла неодноразово зазнавала бомбардувань. Багато споруд зруйновано або серйозно пошкоджено, а мешканці залишали місто. Більша частина мечеті зараз знаходиться в руїнах.

## Опис
Тут озташована гробниця шейха Бабу Дена. Будівля має два міхраби, причому один орієнтований на північ у бік Єрусалима, а інший орієнтований на північний захід у бік Мекки. Таке розташування міхраба говорить про старовину мечеті. Перші мечеті мусульман були побудовані зверненими до Єрусалиму. З 610 Єрусалим був першою кіблою ісламу - об'єктом, у напрямку якого належало здійснювати мусульманську молитву-салат. Під час свого вигнання до Абіссінії мусульмани молилися у напрямку Єрусалиму. Лише в 625 місце кібли надовго зайняла Кааба в Мецці.